# Fredonia, Iowa
Fredonia là một thành phố thuộc quận Louisa, tiểu bang Iowa, Hoa Kỳ. Năm 2010, dân số của thành phố này là 244 người.

## Dân số
Dân số qua các năm:
- Năm 2000: 251 người.
- Năm 2010: 244 người.